# Pianosonat
En pianosonat är ett större musikaliskt verk, oftast i flera satser, för solo-piano i sonatform. Motsvarande kortare verk kallas oftast pianosonatin.

## Exempel på pianosonater
Ludwig van Beethoven
32 pianosonater
Joseph Haydn
52 pianosonater
Wolfgang Amadeus Mozart
19 pianosonater
Franz Schubert
Många pianosonater
Nikolaj Medtner
14 pianosonater
Aleksandr Skrjabin
12 pianosonater (varav två tidiga, utan opusnummer)
Sergej Prokofiev
9 pianosonater
Wilhelm Stenhammar
5 pianosonater (varav en tidig, onumrerad)
Hilding Rosenberg
4 pianosonater
Robert Schumann
2 pianosonater
Sergei Rachmaninov
2 pianosonater
Charles Ives
2 pianosonater
Franz Liszt
Pianosonat h-moll
Béla Bartók
Pianosonat
Julius Reubke
Pianosonat b-moll
Harald Sæverud
Pianosonat